# アウトバーン 96
アウトバーン 96（ドイツ語: Bundesautobahn 96, BAB 96 または A 96）はドイツの高速道路、アウトバーンの一路線である。
南西のオーストリア国境、リンダウ付近から北東のミュンヘンまで172.5 kmの路線を持つ主要道路である。